# Gōko Kiyoshi

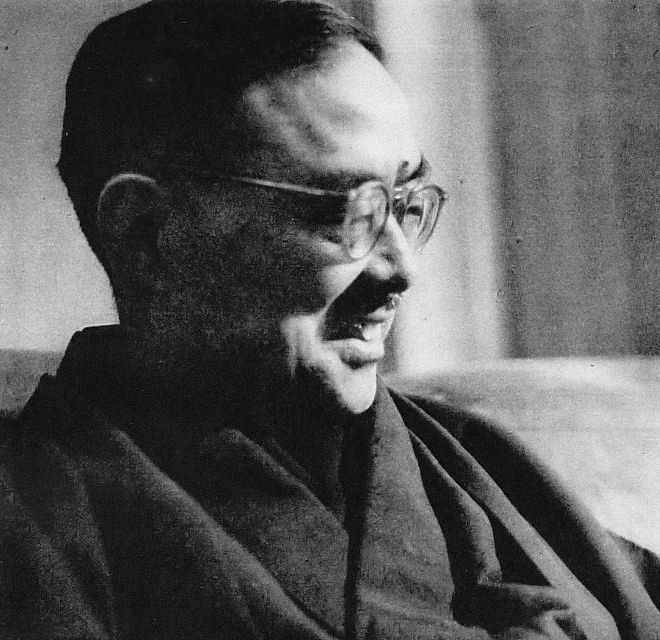
Gōko Kiyoshi

Gōko Kiyoshi (japanisch 郷古 潔; geboren 13. November 1882 in Mizusawa (Präfektur Iwate); gestorben 28. April 1961) war ein japanischer Unternehmer.

## Leben und Werk
Gōko Kiyoshi wurde als ältester Sohn von Gōko Tamasaburō (郷古 玉三郎), ein örtliche Erzieher, geboren. Gōko besuchte die „1. Höhere Schule alter Art Tokio“ und studierte dann Jura an der Kaiserlichen Universität Tokio. Nach seinem Abschluss 1908 trat er August des Jahres in das Unternehmen Mitsubishi ein.
Unmittelbar nach seinem Eintritt in das Unternehmen wurde Gōko zu einem Kohlebergwerk in Kyūshū versetzt und erwog, zu kündigen und Regierungsbeamter zu werden. Er wurde jedoch von einem Senior aus seiner Heimatstadt, von dem Politiker Saitō Makoto (1858–1936), überredet, das nicht zu tun. Zu dieser Zeit war Kohle ein wichtiger, arbeitsreicher Industriezweig, und Gōko durchlebte anstrengende Tage. Später arbeitete er für „Mitsubishi Shipbuilding“ (三菱重工業造船), „Mitsubishi Kōbe Shipbuilding“ (三菱重工業神戸造船所, Mitsubishi jūkōgyō Kōbe zōsenjo), „Mitsubishi Heavy Industries“, deren Flugzeugabteilung das hervorragende Jagdflugzeug „Zero-Sen“ produzierte, Japan Airlines und für das Mitsubishi-Firmenkonglomerat. 1941 wurde er Präsident von Mitsubishi Heavy Industries. Zwei Jahre später bat das Kabinett Tōjō jedoch Gōko, der ein Schwergewicht in der Geschäftswelt war, Berater des Kabinetts zu werden. Er trat daraufhin als Präsident zurück, um nun ein öffentliches Amt anzutreten.
Nach dem Zweiten Weltkrieg wurde Gōko Ende 1945 als Kriegsverbrecher angeklagt und im Sugamo-Gefängnis kurz inhaftiert. Nach seiner Entlassung aus dem Gefängnis im April 1946 war er bis 1951 aus allen öffentlichen Ämtern ausgeschlossen. Danach bekleidete verschiedene Positionen in der Wirtschaftswelt und wurde als „Zaikai no Go-ikenban“ (財界のご意見番) – „Der ehrenwerter Ratgeber der Finanzwelt“ bezeichnet. Während des Koreakriegs wurde er Vorsitzender der „Weapons Production Cooperation Association“ (兵器生産協力会, Heiki seisan kyōruku-kai), später Vorsitzender der „Japan Arms Manufacturers Association“ (日本兵器工業会, Nihon heiki kōgyō-kai), Vorsitzender des „Aviation Council“ (航空審議会, kōkū shingi-kai) des Verkehrsministeriums und Vorsitzender des „Defense Production Committee“ (防衛生産委, Bōei seisan-i) von Keidanren.
Gōko kümmerte sich auch um den Nachwuchs aus seiner Region und wirkte zum Wohle der in Tokio lebenden Studenten aus der Präfektur Iwate als Präsident der „Iwate Student Association“ (在京岩手学生会, Zaikyō Iwate gakusei-kai) und sorgte für den Bau der „Iwate Student Hall“ (岩手学生会館, Iwate gakusei kaikan).